# Darren Carter
Darren Anthony Carter (Solihull, 18 dicembre 1983) è un allenatore di calcio ed ex calciatore inglese, di ruolo centrocampista.

## Caratteristiche tecniche
Interno di centrocampo, può giocare anche come esterno sinistro.

## Carriera

### Club
Prodotto del vivaio del Birmingham City il 4 luglio 2005 il WBA lo paga € 2,25 milioni per acquisirne le prestazioni. Due anni dopo il Preston North End sborsa € 1,88 milioni per comprare Carter. Scaduto il contratto, il calciatore resta svincolato dal luglio 2011 fino al 23 agosto 2012, quando si accorda con il Cheltenham Town, andando a giocare in quarta divisione.

### Nazionale
Ha partecipato ai Mondiali Under-20 del 2003.